# Bidhya Devi Bhandari
Bidhya Devi Bhandari (nep: विद्यादेवी भण्डारी; ur. 19 czerwca 1961 w Mane Bhanjyang) – nepalska polityk, prezydent Nepalu od 29 października 2015 do 13 marca 2023.

## Życiorys
Jest związana z Komunistyczną Partią Nepalu (Zjednoczeniem Marksistowsko-Leninowskim), w komitecie centralnym partii zasiadała od 1998 roku. Była wybierana na stanowisko wiceprzewodniczącej partii dwukrotnie w 2009 i 2014 roku. Od 25 maja 2009 do 6 lutego 2011 pełniła funkcję ministra obrony.
28 października 2015 została wybrana przez parlament na urząd prezydenta Nepalu, otrzymując 327 głosów z 601 i pokonując Kul Bahadur Gurung. Jest pierwszą kobietą w historii Nepalu sprawującą ten urząd. Funkcję głowy państwa pełniła do 13 marca 2023.